# Associação Desportiva Senador Guiomard
Maillots
Dernière mise à jour : 31 janvier 2012.
L'Associação Desportiva Senador Guiomard ou ADESG est un club brésilien de football basé à Senador Guiomard dans l'État d'Acre.

## Palmarès
- Championnat de l'État de l'Acre
  - Champion : 2006